# Dân cư Thanh Hóa
Thanh Hóa là tỉnh có dân số lớn thứ ba của Việt Nam hiện nay. Lịch sử hình thành và phát triển của xứ Thanh gắn liền với quá trình cộng cư của người Việt với người Mường và các dân tộc khác. Đồng thời có một bộ phận không nhỏ dân cư Thanh Hóa đang sinh sống tại các đô thị lớn trong nước như Hà Nội, Thành phố Hồ Chí Minh, Đà Nẵng, Vinh... cũng như tại một số nước trên thế giới.

## Thống kê dân số
Theo kết quả điều tra dân số năm 2009, Thanh Hóa có 3.400.239 người, đứng thứ ba Việt Nam, chỉ sau Thành phố Hồ Chí Minh và Hà Nội. Trong 10 năm từ 1999 đến 2009, quy mô dân số giảm 0,2 %, do số dân tăng tự nhiên không thể bù đắp được số người chuyển đi làm ăn, sinh sống ở các tỉnh, thành phố khác
Trong tổng dân số năm 2009, nữ giới có 1.717.067 người, dân số thành thị là 354.880 người. Mật độ dân số vào loại trung bình: giảm từ 310 người/km² (năm 1999) xuống 305 người/km² (năm 2009). Tỉ số giới tính (số nam trên 100 nữ) tăng từ 95,6 % (năm 1999) lên 98,0 % (năm 2009), tương đương với mức chung của cả nước.
Có khoảng 500.000 người dân gốc Thanh Hóa đang làm ăn, sinh sống tại miền Nam Việt Nam.

## Dân cư phân bố theo dân tộc
Thanh Hóa là tỉnh có nhiều dân tộc sinh sống, nhưng chủ yếu có 7 dân tộc là Kinh, Mường, Thái, Thổ, Dao, Mông, Khơ Mú. Người Kinh chiếm phần lớn dân số của tỉnh và có địa bàn phân bố rộng khắp tỉnh , các dân tộc khác có dân số và địa bàn sống thu hẹp hơn, như người Khơ Mú chỉ sống chủ yếu ở hai bản Đoàn Kết, xã Tén Tằn và xã Suối Lách, xã Mường Chanh, huyện Mường Lát.
| Dân số (người)                    | 2.898.311 | 328.744                                                       | 8.980          | 607                                                                  | 210.908                                | 15.325                     | 5.077                         |
| Địa bàn cư trú                    | Khắp tỉnh | Các huyện: Ngọc Lặc,Cẩm Thủy, Thạch Thành, Bá Thước,Nông Cống | Huyện Như Xuân | Bản Đoàn Kết, xã Tén Tằn và bản Suối Lách, xã Mường Chanh, Mường Lát | Quan Hóa,Quan Sơn, Bá Thước,Lang Chánh | Xã Pù Nhi, huyện Mường Lát | Các huyện: Ngọc Lặc, Cẩm Thủy |
| Nguồn: Tổng cục Thống kê Việt Nam |           |                                                               |                |                                                                      |                                        |                            |                               |

### Dân tộc Kinh
Dân số năm 1999 là 2.898.311 người. Người Kinh sinh sống ở hầu khắp các vùng trong tỉnh. Dân tộc Kinh có vị trí quan trọng trong đời sống nói chung và việc phát triển kinh tế, văn hóa, xã hội ở tỉnh Thanh Hóa.
Người Kinh hay người Việt là một trong những dân tộc bản địa tại Thanh Hóa. Những thành tựu khảo cổ học cho thấy vào thời đại đồng thau, lưu vực sông Mã, sông Chu đã trở thành trung tâm cư trú của người Việt cổ trên đất Thanh Hóa. Họ đã biến những đầm lầy hoang, cồn bãi hoang dại ven các con sông thành những vùng đất màu mỡ và xây dựng những xóm làng đầu tiên của người Việt cổ xứ Thanh.

### Dân tộc Mường
Dân cư Mường ở Thanh Hóa ngày nay sinh sống chủ yếu ở vùng đồi và núi thấp, có khả năng phát triển kinh tế đồi rừng. Người Mường sinh sống tập trung ở các huyện Ngọc Lặc, Cẩm Thủy, Thạch Thành, Bá Thước...
Dân tộc Mường có dân số nhiều nhất (328.744 người, số liệu năm 1999) so với các dân tộc thiểu số khác ở trong tỉnh. Dân tộc Mường ở Thanh Hóa có hai nhánh: nhánh Mường Trong (theo quan niệm của đồng bào là mường gốc) xuất xứ từ Mường Ống, huyện Bá Thước ngày nay. Nhánh Mường Ngoài từ tỉnh Hòa Bình chuyển vào Thạch Thành. Theo các tài liệu lịch sử, người Mường cùng chung nguồn gốc với người Việt cổ.
Người Mường cũng như người Thái ở nhà sàn, quần tụ lại thành chòm bản ở chân đồi hoặc gần sông suối. Nghề chính của đồng bào là làm ruộng, rẫy. Người Mường có nền văn hóa lâu đời, dân ca, dân vũ phong phú, đa dạng nhưng chưa có chữ viết riêng, ngôn ngữ theo nhóm ngôn ngữ Việt – Mường. Các dòng họ chủ yếu của người Mường là: Phạm, Nguyễn Đình, Trương Công, Quách, Cao, Lê Xuân, Bùi...

### Dân tộc Thổ
Dân tộc Thổ ở Thanh Hóa có nhiều nét gần với dân tộc Mường và dân tộc Kinh. Người Thổ chỉ có một họ duy nhất là họ Lê. Dân tộc Thổ cư trú chủ yếu ở huyện Như Xuân. Dân số năm 1999: 8.980 người. Nét riêng biệt của người Thổ là bộ sắc phục của phụ nữ khá độc đáo, duyên dáng. Phương thức canh tác chủ yếu là cấy lúa nước. 

### Dân tộc Khơ Mú
Dân tộc Khơ Mú sống tập trung ở hai bản: Đoàn Kết, xã Tén Tằn và Suối Lách, xã Mường Chanh, huyện Mường Lát. Dân số năm 1999 là 607 người. Dân tộc Khơ Mú không có chữ viết. Tiếng nói theo ngôn ngữ Khơ me. Nét đặc trưng của đồng bào dân tộc Khơ Mú là sống hòa thuận trong chòm, trong bản. Mối quan hệ dòng họ rất nghiêm ngặt. Tộc trưởng có quyền quyết đoán mọi chuyện. Người Khơ Mú hầu như chỉ quan hệ với bên ngoài về kinh tế, còn quan hệ tình cảm, văn hóa khép kín trong dòng tộc. Từ khi có chính sách định canh định cư, cuộc sống của đồng bào dân tộc Khơ Mú đã có nhiều thay đổi. Con trai, con gái đã được đi học, giao tiếp rộng rãi và đã lấy chồng, lấy vợ người dân tộc khác.

### Dân tộc Thái
Lịch sử người Thái ở Thanh Hóa có quan hệ gần gũi và chặt chẽ với người Thái ở Tây Bắc và có nguồn gốc từ dòng họ Lò Khăm (tiếng Thái Đen). Các dòng họ chủ yếu của người Thái là: Hà, Phạm, Lang, Lò, Vi, Đinh... Người Thái ở Thanh Hóa có hai nhánh là: Thái Trắng (Táy Dọ) và Thái Đen (Táy Đăm). Người Thái Trắng sống tập trung ở hai huyện Thường Xuân, Như Xuân và một số bản giáp huyện Triệu Sơn. Người Thái Đen chiếm đa số, sống tập trung ở các huyện Quan Hóa, Quan Sơn, Bá Thước, Lang Chánh... Dân số 210.908 người (tính đến 1-4-1999).
Người Thái thường lập mường, lập bản theo sông, suối. Tục ngữ Thái có câu: "Táy kin nậm", nghĩa là Thái ăn theo nước. Hoặc: "O lóc có noong, xoong hươn có bản" nghĩa là: một vùng nước nhỏ cũng là ao, hai nhà cũng là bản. Tên bản thường đặt theo tên sông, tên suối, tên núi, tên đồi... nơi cư trú. Từ xa xưa, người Thái đã biết dựa vào lợi thế tự nhiên của các thung lũng, bãi bồi ven sông để khai khẩn thành ruộng nước, nhiều thửa ruộng tập trung thành cánh đồng phì nhiêu.
Đặc điểm của người Thái Trắng và Thái Đen về cơ bản giống nhau, chỉ khác nhau ở trang phục phụ nữ. Phụ nữ Thái Trắng có cạp váy ngắn, phần váy thêu hình con rồng. Còn về tiếng nói chỉ khác chút ít về phát âm, cùng chung ngữ hệ Tày – Thái. Người Thái có chữ viết riêng, ở nhà sàn; trước đây còn có nhiều thế hệ cùng ở chung trong một nhà, nay thì phân chia thành các gia đình theo cặp vợ chồng. Người Thái ở theo nước, bản làng trù phú đông vui.

### Dân tộc Mông
Trước năm 1992, dân tộc Mông ở Thanh Hóa chỉ có một số ít, cư trú chủ yếu ở xã Pù Nhi, huyện Mường Lát. Từ năm 1992 trở lại đây, người Mông từ các tỉnh Sơn La, Lào Cai, Yên Bái... di cư vào, dân số đã tăng lên 15.325 người (số liệu năm 1999). Dân tộc Mông có nhiều dòng họ, trong đó có 3 họ lớn là họ Hơ, họ Thao và họ Lầu. Hiện nay người Mông sống chủ yếu ở gần 20 chòm bản thuộc các xã Pù Nhi, Mường Lý, Trung Lý, Tam Chung, Quang Chiểu, huyện Mường Lát và một số chòm ở các huyện Quan Sơn và Quan Hóa.
Địa bàn cư trú của người Mông đều tập trung ở vùng núi cao, rừng nguyên sinh và đầu nguồn sông, suối. Cuộc sống dựa vào phát nương làm rẫy. Dân tộc Mông có tiếng nói, chữ viết riêng, có những phong tục tập quán đặc biệt để ràng buộc các thành viên trong cộng đồng.

### Dân tộc Dao
Dân tộc Dao ở Thanh Hóa tương truyền là từ Tuyên Quang, Phú Thọ, Quảng Ninh chuyển vào khoảng 4 đến 5 đời. Dân tộc Dao ở Thanh Hóa hiện gồm 2 nhóm là Dao Tiền (tập trung chủ yếu ở huyện Mường Lát) và Dao Quần Chẹt (tập trung chủ yếu ở một số xã của huyện Ngọc Lặc, Cẩm Thủy. Tổng số dân tộc Dao là 5.077 người (số liệu năm 1999). 
Người Dao dùng chữ Nho để ghi chép, khi đọc phát âm theo tiếng Dao. Trình độ hiểu biết, khả năng giao tiếp khá năng động, nhạy bén so với các dân tộc thiểu số khác. Dòng họ lớn nhất của dân tộc Dao là họ Triệu, ngoài ra còn có các họ Phan, Phùng, Bàn... Nhà ở của người Dao làm theo kiểu nửa sàn, nửa đất nhưng đến nay người Dao ở vùng thấp đã dựng nhà gần giống như nhà của người Kinh. 
Trước đây, người Dao sống du canh, du cư. Nguồn sống của bà con dân tộc Dao dựa vào nương rẫy. Từ cuộc vận động định canh định cư, phần lớn người Dao đã xuống núi tập trung sản xuất, vừa đa canh, vừa thâm canh. Mọi chòm bản đều có trường lớp cho con em đi học. Tuy sống xen ghép với các dân tộc đông người, nhưng người Dao vẫn giữ được nét riêng biệt, độc đáo của dân tộc mình về văn hóa, lễ hội và sắc phục.

## Dân cư phân bố theo các đơn vị hành chính
Theo kết quả các cuộc điều tra dân số, huyện Quảng Xương có số dân đông nhất tỉnh trong khi huyện miền núi Mường Lát có dân số thấp nhất. So với năm 1999, dân số của các huyện đồng bằng năm 2009 nói chung giảm đi do thực hiện khá tốt kế hoạch hóa gia đình và do di cư đến các vùng khác trong nước. Ngược lại dân số các huyện miền núi đều tăng lên.
| Tên        | Năm 1999 | Năm 2009 |
| ---------- | -------- | -------- |
| Thành phố  |          |          |
| Thanh Hóa  | 179.324  | 210.844  |
| Sầm Sơn    | 53.739   | 54.109   |
| Thị xã     |          |          |
| Bỉm Sơn    | 54.351   | 54.148   |
| Nghi Sơn   | 218.923  | 214.420  |
| Huyện      |          |          |
| Bá Thước   | 97.660   | 96.412   |
| Cẩm Thủy   | 108.697  | 100.425  |
| Đông Sơn   | 109.507  | 102.765  |
| Hà Trung   | 119.671  | 107.798  |
| Hậu Lộc    | 174.303  | 165.470  |
| Hoằng Hóa  | 249.997  | 246.309  |
| Lang Chánh | 42.079   | 45.417   |
| Mường Lát  | 27.830   | 33.614   |
| Nga Sơn    | 142.434  | 135.805  |

| Tên         | Năm 1999 | Năm 2009 |
| ----------- | -------- | -------- |
| Ngọc Lặc    | 129.220  | 129.119  |
| Như Thanh   | 79.375   | 85.152   |
| Như Xuân    | 55.499   | 64.303   |
| Nông Cống   | 182.955  | 183.074  |
| Quan Hóa    | 41.327   | 43.855   |
| Quan Sơn    | 31.574   | 35.428   |
| Quảng Xương | 261.126  | 256.351  |
| Thạch Thành | 135.684  | 136.264  |
| Thiệu Hóa   | 193.019  | 176.994  |
| Thọ Xuân    | 233.040  | 213.066  |
| Thường Xuân | 86.642   | 83.241   |
| Triệu Sơn   | 211.233  | 195.286  |
| Vĩnh Lộc    | 85.553   | 80.227   |
| Yên Định    | 162.545  | 155.112  |

|  |

## Tham khaỏ
1. ↑  Địa lí 9 (Chương trình địa phương tỉnh Thanh Hoá). Nhà xuất bản Giáo dục Việt Nam. ngày 14 tháng 10 năm 2020. tr. 19. ISBN 978-604-0-23215-1.{{Chú thích sách}}:  Quản lý CS1: năm (liên kết)
2. 1 2  Tổng cục Thống kê Việt Nam. "Kết quả sơ bộ Tổng điều tra Dân số và Nhà ở 2009". Truy cập ngày 1 tháng 10 năm 2010.
3. ↑  Báo Tiền phong Online. "Khai mở một sân bay thời suy thoái". Truy cập ngày 4 tháng 2 năm 2013.
4. ↑  Tổng cục Thống kê Việt Nam. "Tổng điều tra dân số và nhà ở năm 1999". Truy cập ngày 1 tháng 10 năm 2010.
5. ↑  Kết quả Tổng điều tra Dân số và Nhà ở 1999, tập tin 17.DS.99
6. 1 2 3 4 5 6 7 8 9 10 11 12 13 14 15 16  "Thanh Hóa với 7 dân tộc anh em". Bản gốc lưu trữ ngày 22 tháng 9 năm 2010. Truy cập ngày 2 tháng 10 năm 2010.
7. ↑  Kết quả Tổng điều tra Dân số và Nhà ở 1999, tập tin 22.DS.99
8. ↑  Kết quả Tổng điều tra Dân số và Nhà ở 1999, tập tin 40.DS.99
9. ↑  Kết quả Tổng điều tra Dân số và Nhà ở 1999, tập tin 45.DS.99
10. ↑  Kết quả Tổng điều tra Dân số và Nhà ở 1999, tập tin 19.DS.99
11. ↑  Kết quả Tổng điều tra Dân số và Nhà ở 1999, tập tin 24.DS.99
12. ↑  Kết quả Tổng điều tra Dân số và Nhà ở 1999, tập tin 25.DS.99
13. ↑  Tổng điều tra dân số năm 1999
14. ↑  Tổng điều tra dân số năm 2009